# Манекен
Манекен или модел је особа чији је задатак да промовише или рекламира производе, најчешће модне (одећа, обућа итд), или да служи као помоћ уметнику који према њој ствара уметничко дело, слику или кип. За светски познате особе које се овим послом баве професионално, често се користи израз супермодел. Особе које позирају фотографима су фото-модели.
Модели су се временом прилагођавали модним трендовима како би били допадљиви другима.
Моделинг и манекенство су изрази настали везани за моделе, а означавају укључивање глуме и плеса у њихове перформансе. Оснивачем моделинга сматра се Чарлс Фредерик Ворт 1853. године, који је тада замолио своју супругу да проба одећу коју је он створио.
Можда прве манекенке у Београду појавиле су се на великој модној ревији марта 1941.